# A831 road
Die A831 road ist eine A-Straße in der schottischen Council Area Highland. Sie beginnt am Westufer von Loch Ness in Drumnadrochit am Abzweig von der A82 und führt von dort über Cannich zur Einmündung in die A862 südlich von Beauly.

## Verlauf
Ihren Ausgangspunkt hat die A831 im Ortskern von Drumnadrochit am Westufer von Loch Ness, wo sie von der A82 abzweigt. Sie führt in Richtung Westen entlang des River Enrick im überwiegend bewaldeten Glen Urquhart aufwärts und passiert dabei verschiedene kleinere Streusiedlungen und Ortschaften. Bei Balnain verläuft die A831 am Nordufer von Loch Meiklie. Westlich des Abzweigs zum Corrimony Cairn, einer Megalithanlage bei der kleinen Ansiedlung Corrimony, überwindet die Straße die Wasserscheide zwischen dem Great Glen und dem nördlich benachbarten Strathglass. Von dort führt sie abwärts weiter in Richtung Westen bis zur Ortschaft Cannich. In Cannich zweigen an einer Kreuzung zwei schmale Single track roads in Richtung Glen Affric und Loch Mullardoch ab.

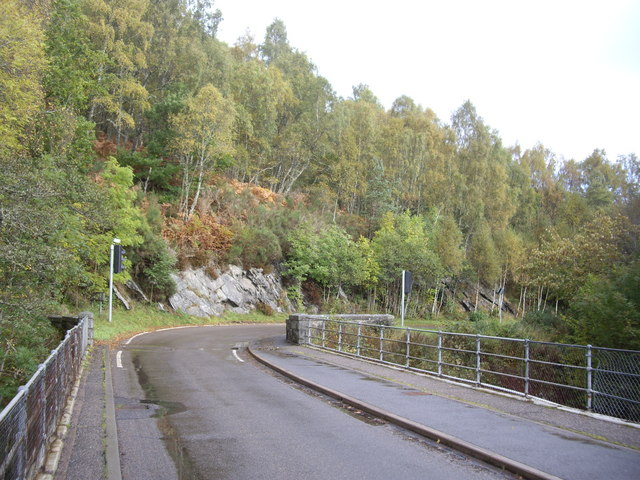
Brücke über den River Cannich in Cannich

Ab Cannich wendet sich die bislang in Ost-West-Richtung verlaufende A831 scharf in Richtung Nordosten in das Strathglass. Dieses Tal ist die Fortsetzung von Glen Affric in Richtung Beauly Firth und wird vom River Glass durchflossen. Die A831 folgt dem Fluss auf dessen orographisch linker Talseite. Das Strathglass ist ebenfalls von kleinen Streusiedlungen geprägt. Bei Struy mündet der River Farrar in den River Glass, ab hier wird der Fluss als River Beauly bezeichnet. Südlich von Beauly mündet die A831 direkt westlich der Lovat Bridge in die A862, über die in Richtung Osten Inverness und Richtung Norden Beauly und Dingwall erreicht werden können.